# Rory Lamont
Rory Patrick Lamont (Perth, 10 ottobre 1982) è un ex rugbista a 15 britannico, internazionale per la Scozia che giocava nel ruolo di estremo.